# Wollaston Peninsula
Wollaston Peninsula är en halvö i Kanada.   Den ligger på Victoriaön på gränsen mellan provinserna Nunavut och Northwest Territories i den norra delen av landet, 3 500 km nordväst om huvudstaden Ottawa.